# 愛するということ (エーリヒ・フロム)
愛するということ（The Art of Loving）は、1956年に出版されたドイツのエーリヒ・フロムによる著作である。
フロムの著作としては最も一般的な本であり、各国でベストセラーとなった。『自由からの逃走』（"Escape from Freedom"）、『人間における自由』（"Man for Himself"）の理論を補完する内容である。愛する技術は、先天的に備わっているものではなく、習得することで獲得できるとする。この考えは、愛を摩訶不思議なもので解析や説明の対象にならないという立場とは異にする。